# Anita Dolly Panek
Anita Dolly Panek (Cracóvia, 1 de setembro de 1930) é uma bioquímica polonesa, naturalizada brasileira e pesquisadora da área do metabolismo energético. Sua principal contribuição foi sobre o metabolismo da trealose como protetor da membrana celular. Em 1996, recebeu a Ordem Nacional do Mérito Científico. Membro da Academia Brasileira de Ciências desde 1971.

## Vida pessoal
Nascida em Cracóvia, na Polônia, filha de asquenazitas, em 1º de setembro de 1930, mudou-se com a família para o Brasil, em 1940, depois da invasão nazista na Polônia.
No final dos anos 1940, ingressou no curso de Química, pela Escola de Química da então Universidade do Brasil, hoje a Universidade Federal do Rio de Janeiro (UFRJ). Diplomou-se em 1954 em Química Industrial e em 1955 tornou-se Instrutora de Ensino na Cadeira de Microbiologia Industrial e Tecnologia das Fermentações da mesma instituição. Esta disciplina foi a precursora do Instituto de Química da UFRJ.
Em 1962 obteve seu doutorado em ciências pela Universidade do Brasil, seguindo da livre-docência em Microbiologia Industrial. Em 1976 ingressou como professora titular da Universidade Federal do Rio de Janeiro e em 1995 foi proclamada Professora Emérita da mesma universidade.
Dedicou a vida ao ensino e pesquisa, orientando 49 alunos de pós-graduação. Sua pesquisa é direcionada ao metabolismo energético, utilizando a célula de levedura. Seus estudos sobre o metabolismo de trealose ampliaram as especificações deste composto, antes considerado apenas uma fonte energética e agora também uma substância protetora de membranas e de proteínas, quando a célula é submetida a estresses ambientais.
Foi autora de mais de 170 artigos publicados em periódicos nacionais e internacionais, com três registros de patentes. A trealose tem amplas e variadas utilizações como a preservação de materiais biológicos desidratados ou liofilizados.
Membro da Sociedade Brasileira de Bioquímica e Biologia Molecular e da Academia Brasileira de Ciências, membro também da American Society for Biochemistry and Molecular Biology. Recebeu, em 1996, a medalha da Ordem Nacional do Mérito Científico da Presidência da República.